# Neofilchneria
Neofilchneria is een geslacht van steenvliegen uit de familie Perlodidae. De wetenschappelijke naam van het geslacht is voor het eerst geldig gepubliceerd in 1973 door Peter Zwick.

## Soorten
Neofilchneria omvat de volgende soorten:
- Neofilchneria erberi Zwick, 1980
- Neofilchneria uncata (Kimmins, 1947)